# یوتا برنت
یوتا برنت (انگلیسی: Jutta Behrendt؛ زادهٔ ۱۵ نوامبر ۱۹۶۰) قایقران روئینگ اهل آلمان شرقی بود.